# George Don junior
George Don (* 17. Mai 1798 in Doo Hillock, Forfarshire; † 25. Februar 1856 in Kensington, London) war ein schottischer Botaniker. Sein offizielles botanisches Autorenkürzel lautet „G.Don“.

## Leben
Sein gleichnamiger Vater George Don (1764–1814) war 1802 „Superintendent“ des Botanischen Gartens von Edinburgh.
George Don war der Bruder des bekannteren Botanikers David Don. 1816 wurde er Vorsteher des Chelsea Physic Gardens in London. 1821 reiste er für die Royal Horticultural Society (London) nach Brasilien, auf die Westindischen Inseln und nach Sierra Leone, um Pflanzen zu sammeln. Die meisten der von ihm entdeckten Pflanzen wurden von Joseph Sabine veröffentlicht; einige Arten aus Sierra Leone hat Don selbst erstbeschrieben.
Dons Hauptwerk erschien 1813 bis 1838 in vier Bänden als A general history of the dichlamydeous plants … und A General System of Gardening and Botany. Daneben war er der Revisor des ersten Ergänzungsbandes der Encyclopaedia of Plants von John Claudius Loudon. Er verfasste auch eine Monographie über die Gattung Allium.